# Qigong

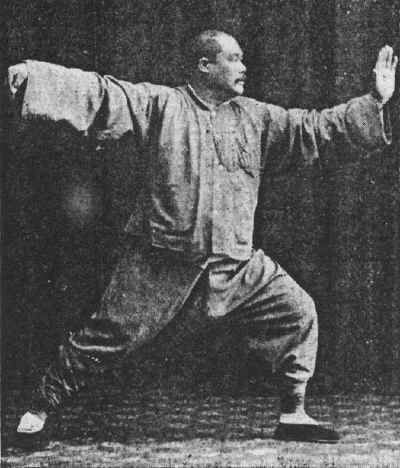
Yang Chengfu cirka 1931.

Qigong (kinesiska, förenklat: 气功, traditionellt:氣功, pinyin:qìgōng), kan översättas som "qiövning" eller "rörelse av qi". Metoden består av mental koncentration, enkla rörelser och andning för att förbättra cirkulationen av energi i kroppen. Qigong utvecklades i Kina som en av fem huvudmetoder inom traditionell kinesisk medicin med syfte att förebygga samt behandla sjukdomar. Kinas filosofiska och andliga traditioner samt kampkonst har också bidragit till qigongens utveckling.

## Historia
Tidiga former av qigong finns nedskrivna sedan minst 2300 år tillbaka i kinesiska klassiker som innehåller träningsråd i ämnet. Qigong kallades då neigong eller daoyin. Det finns även ett flertal daoistiska texter som innehåller referenser till qigong både från 300-talet och 500-talet f. Kr. Historiskt förmedlades qigongen inom familjen eller mellan lärare och elev och hölls till stor del hemlig. Efter att Folkrepubliken Kina grundades 1949 accepterades träningsformen av Kinas ledare. Termen qigong spreds och de traditionella övningarna systematiserades och började läras ut till bredare grupper med syfte att stärka folkhälsan. Idag finns qigongavdelningar på flera kinesiska sjukhus.

## Olika riktningar och tekniker inom qigong
Det finns över 2000 olika stilar av qigong. De kan skilja sig mycket eller litet, men de har ofta olika synsätt och träningstekniker. Bland de större teman som finns är taoistisk qigong och buddhistisk qigong; det finns även versioner av qigong som utövats huvudsakligen av konfucianer, kampkonstnärer eller utövare av den ursprungliga versionen av Zen, som i Kina kallas Chan. Buddhistisk qigong brukar ha tydliga influenser från olika versioner av yoga som kom med buddhistiska pilgrimer från Indien, medan de äldre versionerna av taoistisk qigongträning brukar använda sinne och intention mer än bara ren fysisk andning.
Medicinsk qigong bygger på traditionell kinesisk medicin och syftar till att stärka utövarens fysiska och mentala hälsa. I Kina räknas en metod som medicinsk qigong om den har testats i vetenskapliga studier som påvisat goda hälsoeffekter och metoden godkänts av de kinesiska hälsomyndigheterna. Enligt flera västerländska studier saknas dock tydliga vetenskapliga belägg för att Qigong skulle ha goda hälsoeffekter. Dessa forskare har också i sina litteraturstudier funnit indikationer på att qigong kan sänka högt blodtryck. Qigong ger enligt en svensk studie positiva effekter för personer som drabbats av utbrändhet. Exempelvis ledde qigongträningen till minskad upplevd stress och minskad sjukfrånvaro.

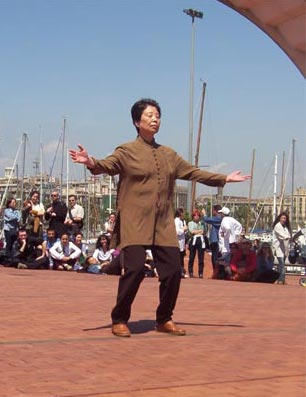
Hu Yuexian demonstrerar qigong i Barcelona.

## Utövning av qigong
I normala fall klarar de allra flesta vuxna, friska personer, rent fysiskt, av att lära sig träna ett qigong-rörelseprogram. Det är oftast enklare i rörelserna och tar kortare tid att lära sig än exempelvis det närbesläktade tai chi. Även personer med nedsatt rörelseförmåga kan träna qigong eftersom den positiva koncentrationen är viktigare än den yttre rörelsen.

## Qigong i Sverige
I Sverige blev qigong populärt på 90-talet. Troligen finns runt ett tjugotal huvudmetoder som utövas i Sverige varav de mest kända är Biyunmetoden och Zhineng qigong.
Qigong kan fås som fysisk aktivitet på recept (FaR). FaR kan skrivas ut på vårdcentraler och syftet är att behandla eller förebygga sjukdomar. Qigong har lärts ut på svenska skolor och förskolor, exempelvis i Norrköping, sedan 1995.